# لورين داون
لورين داون (7 مايو 1995 - ) (بالإنجليزية: Lauren Down)‏ هي لاعبة كريكت نيوزلندية. شاركت مع منتخب نيوزيلندا الوطني للكريكت.

## وصلات خارجية
- لورين داون على موقع إي آس بي آن كريك إنفو (الإنجليزية)